# Либстер, Соломон Александрович
Соломон Александрович Либстер (1905, Муром, Российская империя — 1988, Рязань, СССР) — советский архитектор и педагог.

## Биография
Родился в 1905 году в городе Муроме.
В 1939 году окончил МАРХИ, а с 1945 года работал главным архитектором города Великие Луки, СССР.
С 1953 работал в институте «Гидропроект» в Москве, затем в Рязани. Был одним из авторов проектов Волгостроя, Тагилстроя, ГИПРОВУЗа; преподавал спецдисциплины в Рязанском строительном техникуме и школе строительных мастеров.
С 1954 года начальник городской инспекции города Рязани, а с 1955 года — начальник областной инспекции Государственного архитектурно-строительного контроля (ГАСК) Рязани. Руководил службой Государственного архитектурно-строительного контроля в городе Рязани.
Скончался в 1988 году в Рязани.